# Вейс, Войцех
Во́йцех Вейс (пол. Wojciech Weiss; 4 мая 1875, Леорда, Румыния — 7 декабря 1950, Краков) — польский художник и художник-график.

## Биография
Войцех Вейс родился в герцогстве Буковина, близ города Ботошани. Начал обучаться на художника во Львове, далее учился в Академии изящных искусств в Кракове. Ученик профессоров Флориана Цинка, Леопольда Лефлёра и Исидора Яблонскогo. Считается одним из крупнейших польских художников-модернистов начала XX века. Признание получил и в Польше, и за её пределами ещё на рубеже XIX—XX веков. Увлекался экспрессионизмом. С 1904 по 1912 год в творчестве Вейса имел место так называемый «белый период», когда он рисует особо пронизывающим, интенсивным цветом. С 1907 года он — профессор и ректор краковской Академии изящных искусств.
Характерными для В. Вейса являются пейзажи и изображения ню, выполненные в манере П. Сезанна, Э. Мунка или П. О. Ренуара. Позднее художник увлекается символизмом. В конце жизни писал в стиле социалистического реализма.
Жена — художница Ирена Вейс (1888—1981).

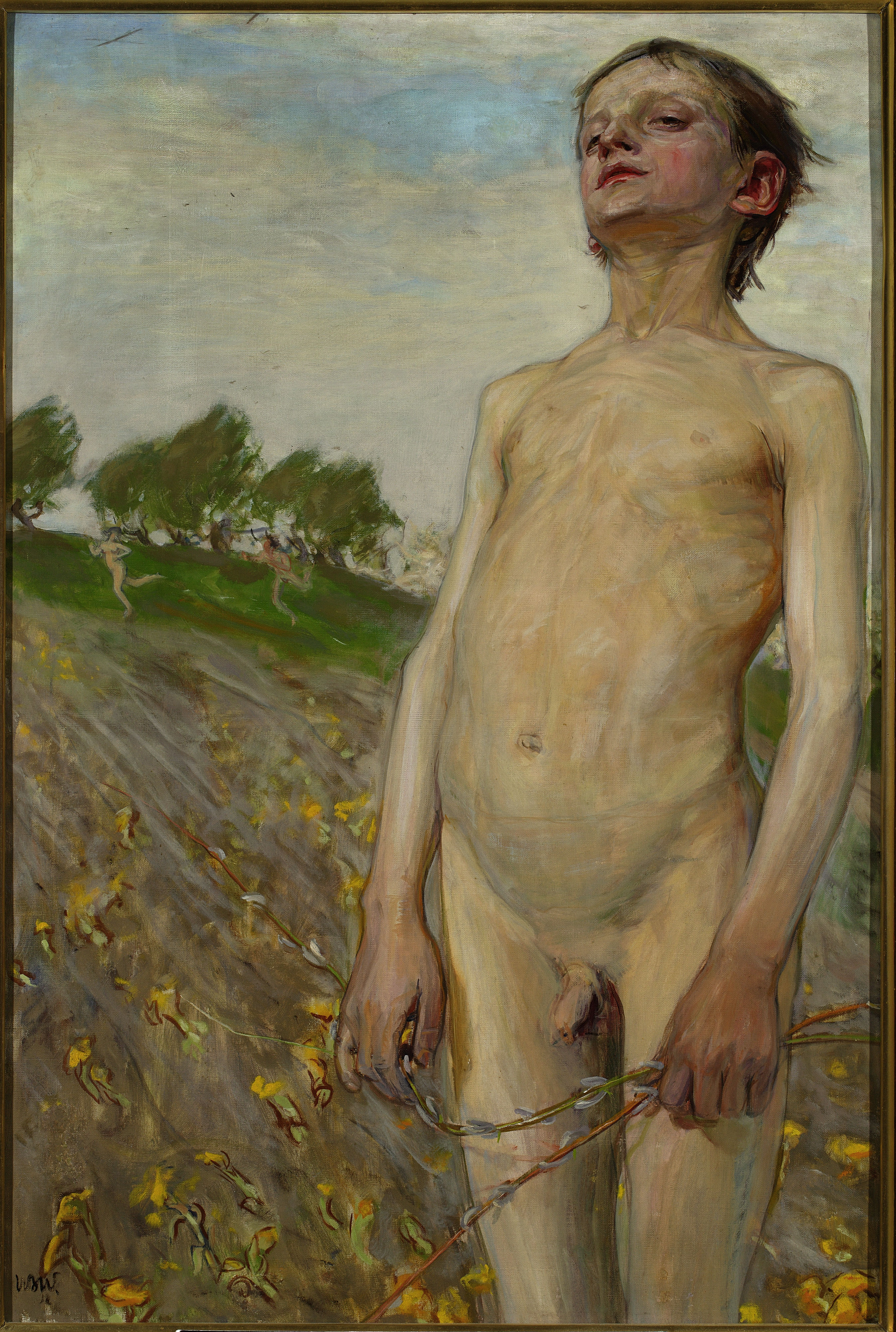
«Весна» — картина Войцеха Вейса, написанная в 1898 году